# وزارة التحول البيئي (فرنسا)
وزارة التحول البيئي (بالفرنسية: Ministère de la Transition écologique))‏ ،يشار إليها باسم وزارة البيئة، وهي وزارة في الحكومة الفرنسية مسؤولة عن إعداد وتنفيذ سياسة الحكومة في مجالات التنمية المستدامة والمناخ وانتقال الطاقة والتنوع البيولوجي. عينت باربرا بومبيلي وزيرة للتحول البيئي في 6 يوليو 2020 في عهد رئيس الوزراء جان كاستكس.